# Combretum angustipetalum
Combretum angustipetalum là một loài thực vật có hoa trong họ Trâm bầu. Loài này được Chiov. mô tả khoa học đầu tiên năm 1932.